# Лас-Інв'єрнас
Лас-Інв'єрнас (ісп. Las Inviernas) — муніципалітет в Іспанії, у складі автономної спільноти Кастилія-Ла-Манча, у провінції Гвадалахара. Населення — 89 осіб (2010).
Муніципалітет розташований на відстані близько 100 км на північний схід від Мадрида, 49 км на північний схід від Гвадалахари.

## Демографія
Динаміка населення (INE ):

## Галерея зображень

Розташування муніципалітету у провінції Гвадалахара